# 荒野的壽飛行隊
《荒野的壽飛行隊》（日语：荒野のコトブキ飛行隊）是GEMBA製作的日本电视动画。在2019年1月於东京MX等播出。
本作是描繪以荒野為舞台、駕駛著飛機的保鑣集團「壽飛行隊」的原創動畫。以3DCG+2D動畫混合製作。

## 故事
在廣闊延伸的荒蕪大地上，
人們通過物流交易一邊互助一邊生存，有一天，各式各樣的東西突然從天而降，人們的生活就此發生急遽變化。飛機帶來的影響尤其龐大，世界的潮流從此邁向天空
被人們僱傭守護重要貨物的保鏢「壽飛行隊」，
與嚴厲的美貌女社長、不靠譜的現場指揮官、有工匠氣質的整備班長等
充滿個性的同伴們一起，與空賊展開搏鬥！
「壽飛行隊」今天也鳴響隼式戰鬥機的引擎音，
在天空中展翅高飛——。

## 登場人物

### 壽飛行隊
歐尼商會雇用的空中保鑣，全隊皆駕駛隼一型戰鬥機且隊員都是女性。第1話時约翰提到是總擊墜架數超过200架的王牌團隊。
琪莉耶（声：鈴代紗弓）
本作主角，有著准确的驾驶技能和空间感的飛行員。能夠完整發揮飞机的性能。个性容易衝動，因此常常在戰鬥時衝第一個，特別是見到娜歐蜜的零戰三二型時會失控追殺過去，被朋友們稱此時為「迅雷」模式（亞連更是戲稱她「小迅雷」）。很喜欢吃鬆餅。
艾瑪（声：幸村惠理）
用字遣詞很有禮貌但實際上很毒舌。和琪莉耶是青梅竹馬。有著卓越的洞察力和观察力，能立即看穿對手飛行員的習慣及迴避模式，即使是馬上能解決的對手也喜歡和其追逐、毒蛇般的戰鬥風格。
凯特（声：仲谷明香）
淡然做出常人所不能的高難度機動，像機械一樣精確地擊落敵人的天才飛行員。性格重邏輯，平常淡漠地不表現感情，與同伴對話也只會講客觀的事實。
蕾欧娜（声：瀨戶麻沙美）
冷静且有经验，壽飛行隊可靠的隊長。队中飛行經歷最長，受到成员很深的信賴。戰鬥方式忠於基本，并总是考慮多種情況。過去曾是獨斷形式的飛行員，一旦看見敵人腦裡只有想盡辦法擊墜他，被人稱呼「一心不亂的蕾歐娜」，直到八年前里諾烏奇大空戰遭擊墜並被魁所救才一改作戰風格，也因此對魁抱有情感，導致過分信任他而險遭算計。
薩拉（声：山村響）
最喜歡酒的壽飛行隊副隊長。從遠一步的視點看著團隊的存在，戰鬥時活用廣闊的視野把握情況、對同伴做出指示。與蕾歐娜為老友、好搭檔。
千花（声：富田美憂）
壽飛行隊中年紀最小的超元氣少女。動腦之前先動手，以出乎意料的攻擊玩弄敵人。愛逞強，經常像小孩子一樣和琪莉耶爭吵，並因此遭到蕾歐娜的訓斥。故事開始前因失誤遭擊墜而住院，出院後才正式登場。

### 歐尼商會
使用羽衣丸飛行船運送人與貨物的運輸業公司。
露露夫人（声：矢島晶子）
以輸送物資為業的歐尼商會女社長。總是以毅然的態度向周圍下達指示。
渡渡船長
羽衣丸的船長，實際上是隻帶著船長帽的渡渡鸟（不過卻會飛，而且還會開飛機）。
實篤（声：藤原啓治）
羽衣丸的副船長，優柔寡斷的現場指揮官，常抽到下下籤、被周圍責罵，暗戀露露夫人。
安娜（声：吉岡美咲）
羽衣丸的操舵手，性格好勝，即使是對象是實篤抱怨或吐槽也毫不留情。
瑪麗亞（声：岡咲美保）
羽衣丸的副操舵手，性格像大家閨秀、膽小。常常跟安娜在聊購物的事。
亞蒂（声：島袋美由利）
羽衣丸的雷達操作手，可很有把握的判斷敵機位置速度與數量。與貝蒂、辛蒂容貌很像，但三人沒有血緣關係。
貝蒂（声：古賀葵）
羽衣丸的航行與氣象觀測員，並負責長距離無線通訊。與亞蒂、辛蒂容貌很像，但三人沒有血緣關係。
辛蒂（声：川井田夏海）
羽衣丸的損管人員，負責回報引擎、燃料與船身損害狀況。與亞蒂、貝蒂容貌很像，但三人沒有血緣關係。
夏生（声：大久保瑠美）
羽衣丸的戰鬥機整備班長，替壽飛行隊的隼進行維護與整備。看起來年幼卻是出色的大人。用詞粗暴卻很照顧人的大姊姊。嚴格要求底下的整備人員時常會用慣性啟動曲柄灌腸來威脅。
在本作短篇動畫「夏生整備班長的戰鬥機講座」擔任講師（但後期經常被來賓搶走發語權）。
約翰（声：上田燿司）
羽衣丸內酒吧的酒保，負責提供船員酒品與料理。過去是優秀的神槍手，被人稱「人見人逃的約翰」，結婚後與妻子約定會金盆洗手，但還是改不了對槍枝的愛好而離異，此後很懊悔而因此很畏懼再拿槍（但腰間與吧檯還是收著槍當作護身符）。在羽衣丸遭劫持時再度發揮神槍手實力，即便用橡皮彈也能一發擊倒對手。
莉莉子（声：東山奈央）
羽衣丸內酒吧的「普通」女服務生，疑似有不尋常的經歷……

### 拉哈馬鎮
歐尼商會的據點。
艾倫（声：山本和臣）
凱特的哥哥。嗜好是喝酒與研究連結伊及茲與猶漢格的「洞」。過去曾是飛行員，為了尋找洞卻被不明戰機擊落（後確認兇手是魁），此後就一直乘坐輪椅。
對「洞」的研究已達撩若指掌的程度，能精準預測下次洞口成形的地方，但也因此招來覬覦「洞」的魁竊取研究資料並追殺。
射擊能力不差，有喝點酒的話命中率還更高。
鎮長（声：櫻井敏智）
原本個性膽小且優柔寡斷，擁有鎮長代代相傳的戰鬥機雷電，年輕時也是飛行員，被稱為「拉哈馬的貴公子」。在第三集面對菁英興業以畫換取雷電的無理交易時猶豫不決是否起身抵抗，但在見到拉哈馬遭空襲的慘狀後毅然決定駕駛雷電加入作戰，但因為久沒駕駛技術生疏不但無戰果還反遭鳥平劫機成功。
在洞口於拉哈馬成形後被自由博愛聯合威脅時意外改變了優柔寡斷的性格主張堅守抵抗。
每次出擊外號都不同。
常盤木（声：小伏伸之）
拉哈馬自警隊第三支部長，性格血氣方剛，曾與剛出院的千花吵架並大打出手。
拉哈馬自警隊隊長（声：荒井聰太）
時常替優柔寡斷的鎮長諫言，鎮上成年人中少數的常識人。

### 納薩琳飛行隊
來自南可的雇傭制空中保鑣，全隊皆駕駛紫電戰鬥機。遭空賊全數擊落後隊員僅剩兩名，因此只能寄生別的飛行隊接任務。後期與壽飛行隊互動密切。
費南多內海（声：山本格）
納薩琳飛行隊隊長，納薩琳飛行隊後來僅存的成員之一。性格在隊員裡相對穩重。
阿道夫山田（声：松本忍）
納薩琳飛行隊後來僅存的成員之一。對娜歐蜜一見鍾情，在伊凱斯卡空戰中向其求婚，戰爭結束後意料之外地被接受了。
伊斯梅尔（声：手塚ヒロミチ）
原納薩琳飛行隊成員，遭擊墜後離隊。
米格爾（声：长谷川芳明）
原納薩琳飛行隊成員，遭擊墜後離隊。
罗德里格斯（声：佐佐木义人）
原納薩琳飛行隊成員，遭擊墜後離隊。

### 菁英興業
偽裝成物流業公司的空賊團。
鳥平（声：土田大）
菁英興業社長，溺愛自己的愛人，為了推展她的浮世繪受人事部長慫恿以不合理交易販賣這些畫並換取飛機。被人事部長背叛並被壽飛行隊所救後才決定金盆洗手不再作惡。
為了跟自由博愛聯合對抗而跟壽飛行隊聯手加入反抗行列，並在羽衣丸危急時及時出手搭救。
大姐頭（声：宮下早紀）
鳥平的愛人，菁英興業實際權力最大者，性格不壞，擅長畫浮世繪，但因畫風太寫實反而像膺品而難以成名。在壽飛行隊奇襲基地且得知人事部背叛後決定協助薩拉交還雷電。
與鳥平一同加入反抗行列，在伊凱斯卡空戰中用跟鳥平一樣的方式從彗星跳到秀明的五式戰上劫機成功加入空戰行列，戰力還算不差。
秀明（声：真殿光昭）
原菁英興業人事部長，個性陰險奸詐，慫恿鳥平以不合理交易販賣這些畫並換取飛機。在壽飛行隊奇襲基地藉機率人叛變偷襲鳥平並企圖帶走雷電，但被壽飛行隊攻擊只好撤退而無果。
再登場時已成為魁成為部下（不確定原本就是還是事後投靠），入侵艾倫病房搜刮研究資料還順手偷走酒。自由博愛聯合成立後以使者身分招降拉哈馬並威脅鎮民最好在被轟炸前撤退。
伊凱斯卡空戰時被大姐頭劫機，降落後叫喚收買的空賊團助陣，魁被洞口吞噬後空賊們皆棄他而去。

### 其他人物
尤莉亞（声：清水彩香）
評議會議員，與露露是總角之交，以強硬態度反對魁提出的自由博愛聯合計畫而與不少人對立並遭追殺。
魁（声：小西克幸）
原「武勇商會」會長，常以半開玩笑的語氣談話並隨性的變魔術，後來當選伊凱斯卡市長。過去曾是優秀的飛行員，被人稱「天上的魔術師」。
提倡自由博愛聯合計畫而獲得不少人支持，實際上是想藉此統合國家建立成自己的獨裁帝國，為了掌握優勢想要獨佔「洞」而襲擊艾倫竊取他的研究，並為此動用富嶽轟炸秀特與拉哈馬等洞口會成形的城鎮。
自由博愛聯合反抗軍奇襲富嶽的基地時不理管家諫言開著震電堅持出擊，戰鬥途中向琪莉耶與凱特承認擊落三爺與艾倫的兇手就是他，自己則因大意被凱特擊落。洞口在伊凱斯卡成形時駕駛改良成噴射機的震電改迎擊壽飛行隊，得知她們想用羽衣丸特攻炸毀洞口難得感到憤怒而死命飛去阻止，最後被意外沒遭擊落成功的琪莉耶擊傷發動機與機翼，無法脫離崩潰的洞口而被吞噬。
三爺（声：田中完）
琪莉耶年幼時認識的猶漢格老人，因不明原因沒在洞口封閉前回去而被留在伊及茲，被居民當成怪人而疏遠，擁有很多猶漢格語（日語）的書籍。駕駛零戰三二型，年紀雖大但技術優秀。
在離開琪莉耶與娜歐蜜後遇上魁，被他得知三爺過去是猶漢格（日本軍）的軍曹和技術人員，厭戰的三爺堅持拒絕魁的招募並逃走，逃亡過程中被他擊落。
娜歐蜜（声：伊藤静）
駕駛零戰三二型的女空賊，與琪莉耶一樣過去都受三爺照顧。在與琪莉耶正式認識前每次巧遇都被她當仇敵追殺，但最後總是能以技術差距反將一軍並逃走。事實上是為了向三爺「報復」才決定成為空賊的。
與琪莉耶正式認識後兩人意外合得來反而成了好友。
伊凱斯卡空戰後接受阿道夫的求婚。
卡蜜菈（声：渕上舞）
秀特自警隊隊長，在秀特遭自由博愛聯合背叛轟炸後投奔拉哈馬尋求協助。

## 用語
伊及茲
本作所處的世界，過去曾有海，但在出現連結猶漢格的洞後海徹底消失，世界嚴重沙漠化，魚也成了稀有動物。
拉哈馬
歐尼商會所在的城鎮，街景接近美國西部風，主要生產岩鹽，經濟狀況不算很富足。
阿雷希瑪
大型城市，以「海洋翻車魚酒店」為市中心，離伊凱斯卡距離度不遠。
南可
小型城鎮，費南多與阿道夫的故鄉，主要出產石油。由於距離拉哈馬近且油品質好，遭到不名人士忌妒而雇傭空賊偷襲引發火災，所幸被壽飛行隊成功滅火拯救。
秀特
過去與伊凱斯卡和魁良好的城鎮，卡蜜菈的故鄉。因為洞口成形的機率最高，被魁背叛出動富嶽轟炸殆盡。
伊凱斯卡
伊及茲最大足以稱為首都的城市，有座巨大的湖泊並正在興建魁高塔，該市擁有最精良的飛行隊還有大量防空炮護衛。最後洞口成形且是自由博愛聯合與反抗軍決戰的地點。
猶漢格
七十年前因洞口而與伊及茲相連的異世界，從此異世界來的人則被稱為猶漢格人，他們來到伊及茲帶來各種文化與物品並興建大量工廠，其中飛機是對伊及茲影響最深具的。但洞口後來封閉，大多猶漢格人留下的物品與工廠返回原來的世界。三爺疑似是少數沒回去的猶漢格人。
從猶漢格引進的各種文化與物品還有魁的敘述可以確認，所謂的猶漢格就是大日本帝国時期的日本军（的由來應該是發音不標準的諧音），但還未能確認是否與我們現實的日本完全一樣。
洞
在伊及茲出現連結異世界的通道，其中七十年前連結猶漢格是最大且最穩定的一次。洞的出現為伊及茲帶來各種物品與知識加速文化革命，但也因為洞造成伊及茲失去海洋並面臨沙漠化的問題。
根據艾倫的研究，七十年來其實還有為數不少的洞有開啟，但規模較小且時間短暫，有的甚至沒成形成功。他也不排除這些較小洞口也可能連結其他異世界，而這些異世界人可能來伊及茲做點些甚麼又跑回去。洞口成形的地方被他命名為0點（0ポイント）,在成形時會有三個圈出現並慢慢疊合，完全重疊時洞口便正式成形。
七十年前連結猶漢格的洞口在拉哈馬附近，之後最常出現的地方則是秀特，但後來再度出現穩定洞口的地方是拉哈馬，但一架墜毀富嶽在洞口爆炸而被消失，最後再出現的地方則是伊凱斯卡，該洞最後被裝滿炸藥的羽衣丸引爆而消失。

## 登場機種
一式戰鬥機
隼一型
壽飛行隊座機。作為區別每個人塗裝的記號和迷彩不同。紅機鼻為琪莉耶座機，藍機鼻為艾瑪座機，灰機鼻為凱特座機，綠機鼻為蕾歐娜座機，黃機鼻為薩拉座機，桃紅機鼻為千花機座
隼三型
空賊「菁英興業」的主力戰機，機翼上寫有「菁英」的片假名，社長座機則有不同的塗裝。
零式艦上戰鬥機
零戰二一型
第1集登場。謎之空賊座機。
零戰三二型
第1集登場。娜歐蜜與三爺的座機。
零戰五二型
第5集登場。空賊「第三百一親衛隊」的主力戰機。
紫電
第1集登場。奈瑟琳队成員座機。由於與駕駛的相性不佳或技術不良而被全數擊落。
紫电改
二式單座戰鬥機 鍾馗
評議會派遣的護衛隊主力戰機。
三式戰鬥機 飛燕
空賊「白熊團」的新主力戰機。
九五式一型練習機 紅蜻蜓
拉哈馬自警團所屬的飛機，可用來偵查。
九七式戰鬥機
拉哈馬自警團的主力戰機。
雷電戰鬥機
拉哈馬鎮長座機，遭到空賊「菁英興業」覬覦。
彗星艦上轟炸機
空賊「菁英興業」人事部長座機，社長有時會搭乘其後座。該機疑似結構被改造能從後座鑽進內置炸彈艙中（真實的彗星後座與彈艙並無相通）。
百式運輸機
歌舞團「阿戈雅」運載舞孃與尤莉亞逃亡時搭乘的飛機。
流星艦上攻擊機
「武勇商事」會長魁的座機，後座由其管家搭乘。
四式重型轟炸機 飛龍
第5集登場。空賊「第三百一親衛隊」的轟炸機。
四式戰鬥機 疾風
五式戰鬥機
二式複座戰鬥機 屠龍
富嶽轟炸機
第10集登場。去轟炸拉哈瑪鎮時所使用的飛機
川崎Ki64試作高速戰鬥機
第11集登場。自由博愛聯合，管家專用機。
震電戰鬥機 J7W1
第11集登場。自由博愛聯合，魁議長專用機。
震電改
第12集登場，改用噴射發動機的震電。
F-86D Sabre Dog 軍刀狗
第12集登場。自由博愛聯合所屬，戰鬥中使用2.75吋巨鼠航空火箭彈攻擊壽飛行隊，導致凱特被擊落迫降。後來被琪莉耶和僚機千花利用火箭彈近炸引信的特性成功合力擊落。
本作中唯一非日本研發的機種，也是本作中唯二採用涡轮喷气发动机的機種(另一種為震电改)，其機型也是伊及茲唯一一架。據魁跟管家的說法該機是在近期某次小規模的洞口迷路飛來的，並非七十年前猶漢格人帶來的，因此應該是源自較後期的時代。

## 制作[3]
- 監督・音響監督：水島努
- 副監督：神戶洋行
- 劇本統籌、劇本：横手美智子
- 角色原案：左
- 角色设计：菅井翔
- 军事監修：二宮茂幸
- 军事設定：中野哲也、菊地秀行、時浜次郎
- 設定協力：白土晴一
- 3D監督：江川久志、廣田天
- 技術總監：水橋啓太
- 总作画監督：中野統子
- 作画監督：上野翔太
- 美術監督：小倉一男
- 美術設定：須江信人、志和史織、小川
- 色彩設計：山上愛子
- 撮影監督：柏木健太郎、畠山貴匡、篠崎亨
- 編集：吉武将人
- 音乐：浜口史郎
- 音響効果：小山恭正
- 混音：山口貴之（日语：山口貴之 (音響監督)）
- 音乐制作：Lantis
- 音樂製作人：關根陽一
- 製片人：有澤亮哉、伊藤翔平、大谷健介、海老沼泰弘
- 動畫製作人：工樂英樹、露木祐治、青木清光
- 制作：集拓聖域公司
- 动画制作：GEMBA
- 作画制作：ワオワールド（日语：ワオワールド）

## 主題曲
片頭曲（第1話 - 第11話）
作詞、作曲、編曲、主唱：ZAQ
第1話作為片尾曲使用。
片尾曲(第2話 - 第12話)
作詞、作曲：ZAQ，主唱：壽飛行隊（琪莉耶（鈴代紗弓）、艾瑪（幸村惠理）、凱特（仲谷明香）、蕾歐娜（瀨戶麻沙美）、札拉（山村響）、千花（富田美憂））
第1話未使用。
插入曲
（第3話 、第11話）
作詞：水島努，作曲、編曲：浜口史郎，歌：エリート興業ボス トリヘイ（土田大）

## 各話列表
| 話數 | 日文標題 | 中文標題         | 編劇       | 分鏡          | 演出       | CG監督             | 作画监督           |
| ---- | -------- | ---------------- | ---------- | ------------- | ---------- | ------------------ | ------------------ |
| 1    |          | 月夜下的保鑣     | 横手美智子 | 水島努        | 水島努     | 江川久志、廣田天   | 上野翔太           |
| 2    |          | 浪跡天涯的六人組 | 横手美智子 | 西            | 神戸洋行   | 江川久志、鹿住朗生 | 上野翔太           |
| 3    |          | 拉哈馬漫長的一天 | 吉野弘幸   | 久保博志      | 神戸洋行   | 江川久志、鹿住朗生 | 上野翔太、三浦貴弘 |
| 4    |          | 精英堡壘         | 吉野弘幸   | 三沢伸        | 山内東生雄 | 江川久志、廣田天   | 三浦貴弘、渡邊伸弘 |
| 5    |          | 華麗的阿雷西瑪   | 横手美智子 | 山崎雄太      | 安井貴司   | 江川久志、鹿住朗生 | 三浦貴弘、渡邊伸弘 |
| 6    |          | 一去不返的流浪者 | 横手美智子 | 佐藤誠        | 村上勉     | 佐藤誠             | 佐藤弘明           |
| 7    |          | 納薩琳的一磅硬幣 | 檜垣亮     | 金子祥之      | 山内東生雄 | 江川久志、廣田天   | 李晋螺、三浦貴弘   |
| 8    |          | 大飛行船強盜     | 吉野弘幸   | 鹿住朗生      | 安井貴司   | 鹿住朗生           | 渡邊裕二           |
| 9    |          | 紅蜻蜓浪子       | 横手美智子 | 福士直也      | 工藤寛顕   | 江川久志、前川英章 | 王國年             |
| 10   |          | 無情的轟炸機     | 檜垣亮     | ロマのフ 比嘉 | 豊増隆寛   | 佐藤誠             | 渡邊裕二           |
| 11   |          | 伊凱斯卡的決鬥   | 横手美智子 | 西澤晋        | 工藤寛顕   | 江川久志、前川英章 | 西尾公伯           |
| 12   |          | 夕陽的壽飛行隊   | 横手美智子 | 水島努        | 石黒達也   | 江川久志、鹿住朗生 | 西尾公伯、王國年   |

## 小劇場
標題為《夏生整備班長的戰鬥機講座》（日語：ナツオ整備班長の戦闘機講座）的小劇場動畫與TV動畫同時期在官方Youtube頻道每配信的特別節目，介紹關於在這部作品中出現的戰鬥機，第12話開始與《荒野的壽飛行隊 外傳 天空的春風飛行隊》在官方Youtube頻道一同放送。

### 製作 (STAFF)
- 劇本：檜垣亮
- 監修：二宮茂幸
- 美術：草薙
- 美術監督：小倉一男
- 音響：Magic Capsule
- 製作：井垣雅人
- 協力：BANDAI SPIRITS、ARTPRESTO
- 製作：荒野的壽飛行隊製作委員會

### 各話列表
| 話數 | 介紹機體     | 嘉賓         | 配信日期                            |
| ---- | ------------ | ------------ | ----------------------------------- |
| 1    | 隼           | 無           | 2019年1月23日                       |
| 2    | 飛燕         | 無           | 2019年1月30日                       |
| 3    | 彗星         | 艾瑪         | 2019年2月6日                        |
| 4    | 雷電         | 薩拉         | 2019年2月13日                       |
| 5    | 流星         | 蕾歐娜       | 2019年2月20日                       |
| 6    | 零戰三二型   | 渡渡船長     | 2019年2月27日                       |
| 7    | 疾風         | 凱特         | 2019年3月6日                        |
| 8    | 屠龍         | 莉莉子       | 2019年3月13日                       |
| 9    | 紅蜻蜓       | 艾倫         | 2019年3月20日                       |
| 10   | 富岳         | 娜歐米       | 2019年3月27日                       |
| 11   | 紫電、紫電改 | 安娜、瑪莉亞 | 2019年4月3日                        |
| 12   | 震電、震電改 | 無           | 2019年4月10日                       |
| 13   | 九七式       | 無           | 2019年4月30日                       |
| 14   | 零戰二一型   | 無           | 2019年5月31日                       |
| 15   | 鍾馗         | 無           | 2019年7月3日                        |
| 16   | 零戰五二型   | 塔米爾       | 2019年7月31日                       |
| 17   | 飛龍         | 尤莉亞       | 2019年8月31日                       |
| 18   | 五式戰       | 卡米拉       | 2019年9月30日                       |
| 19   | 隼三型       | 尤卡         | 2019年10月31日                      |
| 20   | 月光         | 無           | 2019年11月30日                      |
| 21   | 烈風改       | 無           | 2019年12月31日                      |
| 22   | Bf109        | 無           | 2020年2月2日                        |
| 23   | F6F地獄貓    | 無           | 2020年2月29日                       |
| SP1  | 百式運輸機   | 無           | 2019年5月24日(Blu-ray BOX第1卷特典) |
| SP2  | Ki-64        | 無           | 2019年7月26日(Blu-ray BOX第2卷特典) |

## 劇場版
劇場版—「荒野的壽飛行隊 完全版」於2020年9月11日上映，內容為TV動畫全12話總集以及新劇情。

## Blu-ray BOX
| 卷數 | 發行日期      | 收錄話數       | 規格編號  |
| ---- | ------------- | -------------- | --------- |
| 上   | 2019年5月24日 | 第1話 ~ 第6話  | BCXA-1438 |
| 下   | 2019年7月26日 | 第6話 ~ 第12話 | BCXA-1439 |

## 衍生作品

### 迷你動畫(外傳)
動畫《荒野的壽飛行隊 外傳 天空的春風飛行隊》於2019年4月10日起在手遊內與官方Youtube頻道開始放送，第2話起每個月月末放送，共12話。

#### 製作 (STAFF)
- 原作：《荒野的壽飛行隊》
- 監督：佐藤誠
- 系列構成：橫手美智子
- 主要角色原案：左
- 角色設計：菅井翔
- 3D監督、攝影監督：內田和博
- 技術監督：水橋啟太
- 資產監督：小藥健太郎
- 設定協力：羽毛田信一郎
- 美術監督：伊藤友沙
- 美術設定：新田千尋(TYUTYU)
- 編輯：濱邊啟太郎
- 音樂：濱口史郎
- 音樂製作：Lantis
- 音響監督：山口貴之
- 音響效果：小山恭正
- 企劃協力：水島努、二宮茂幸
- 製作：Digital Frontier
- 動畫製作：GEMBA
- 製作：荒野的壽飛行隊製作委員會

#### 登場人物
- 尤卡 (聲:本渡楓)
- 艾麗卡(聲:白石晴香)
- 貝爾 (聲:石見舞菜香)
- 阿卡麗 (聲:七瀨彩夏)
- 達利亞 (聲:黑澤朋世)
- 格爾貝拉(聲:高野麻里佳)

#### 主題歌
片尾曲
作詞、作曲：ZAQ，主唱：壽飛行隊（琪莉耶（鈴代紗弓）、艾瑪（幸村惠理）、凱特（仲谷明香）、蕾歐娜（瀨戶麻沙美）、札拉（山村響）、千花（富田美憂））

#### 各話列表
| 話數 | 日文標題           | 中文標題       | 劇本       | 分鏡       | 演出   | 配信日期       |
| ---- | ------------------ | -------------- | ---------- | ---------- | ------ | -------------- |
| 1    | 憧れの用心棒       | 憧憬的保鏢     | 橫手美智子 | 佐藤誠     | 佐藤誠 | 2019年4月10日  |
| 2    | かけだしの6人      | 初出茅廬的6人  | 橫手美智子 | 佐藤誠     | 佐藤誠 | 2019年4月30日  |
| 3    | サカナの長い日     | 魚的漫長一天   | 橫手美智子 | 佐藤誠     | 佐藤誠 | 2019年5月31日  |
| 4    | チョウハン酒場     | 丁半酒吧       | 橫手美智子 | 鈴木龍太郎 | 佐藤誠 | 2019年6月30日  |
| 5    | 無情なるカシマシ   | 無情的女子會   | 橫手美智子 | 佐藤誠     | 佐藤誠 | 2019年7月31日  |
| 6    | 戻らざる孤独       | 不歸的孤獨     | 橫手美智子 | 林和哉     | 佐藤誠 | 2019年8月31日  |
| 7    | ハルカゼの十銭硬貨 | 春風的十錢硬幣 | 橫手美智子 | 丸山慎平   | 佐藤誠 | 2019年9月30日  |
| 8    | 大人女子酒宴       | 大人女子酒宴   | 橫手美智子 | 林和哉     | 佐藤誠 | 2019年10月31日 |
| 9    | オフコウ山の風来坊 | 奧夫克山流浪者 | 橫手美智子 | 林和哉     | 佐藤誠 | 2019年11月30日 |
| 10   | 情け無用の新参者   | 無需留情的新人 | 橫手美智子 | 林和哉     | 佐藤誠 | 2019年12月31日 |
| 11   | アレシマの邂逅     | 阿列希瑪的邂逅 | 橫手美智子 | 佐藤誠     | 佐藤誠 | 2020年2月2日   |
| 12   | 荒野の飛行隊       | 荒野的飛行隊   | 橫手美智子 | 佐藤誠     | 佐藤誠 | 2020年2月29日  |

### 漫畫
漫畫於2019年4月24日起在《少年Jump+》上連載。由田岡宗晃負責故事構成，杉江翼負責作畫。

### 小說
「荒野的壽飛行隊 荒野一千零一夜」，2019年6月19日由JUMP j BOOKS發行小說。由田岡宗晃負責故事構成，杉江翼負責作畫。內容是動畫的後日談，時間點為最終話半年後。

## 外部連結
- 電視動畫官方網站（日語）
- 漫畫連載網站（日語）
- 荒野的壽飛行隊的X（前Twitter）